# Paul Kratz (Bildhauer)
Paul Kratz (* 1. Mai 1884 in Koblenz; † 27. November 1958 in Frankfurt am Main) war ein deutscher Bildhauer, der vor allem für seine Tierplastik bekannt war.

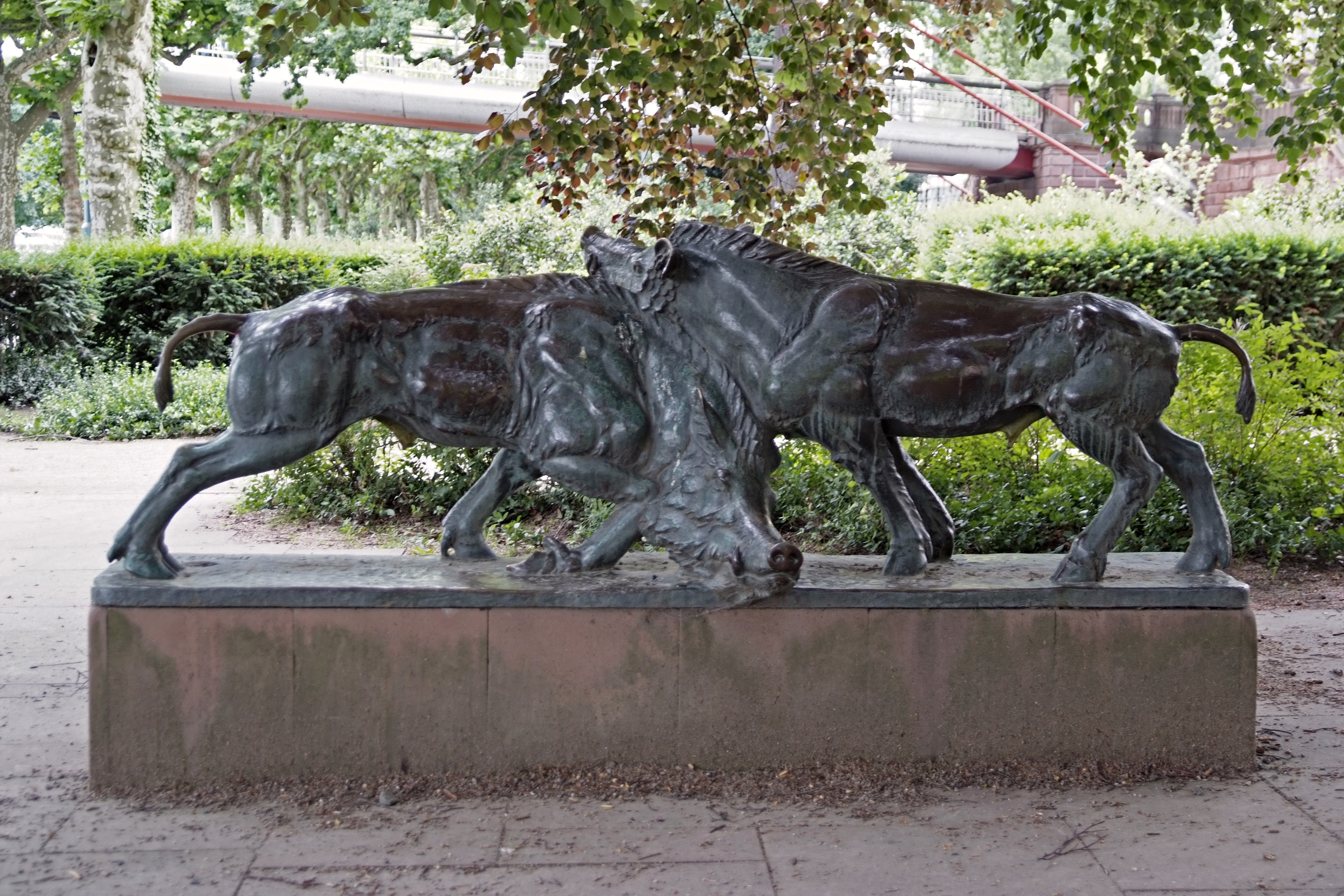
Kämpfende Keiler

## Leben

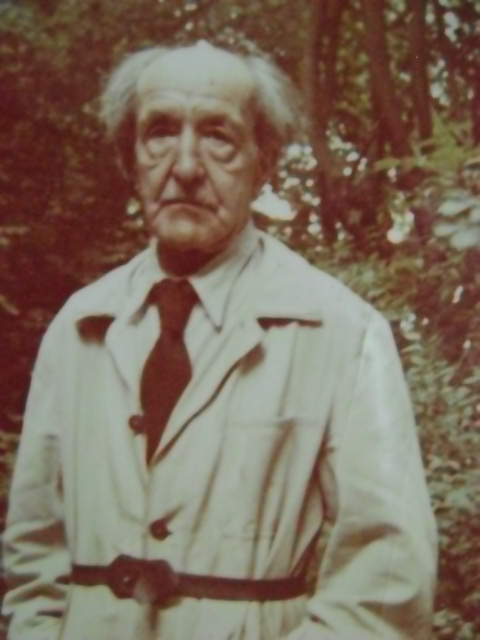
Paul Kratz 1958

Paul Kratz studierte bei Friedrich Hausmann am Städel die Bildhauerei. Zwei Jahre war er dessen Gehilfe und arbeitete in dieser Zeit am Frankfurter Märchenbrunnen mit und am Modell für das Frankfurter Ratssilber. Anschließend studierte er an Kunstakademie Berlin bei Peter Breuer und gewann Einblicke in das Herstellungsverfahren des Meißner Porzellans. In Rom absolvierte er einen einjährigen Studienaufenthalt.
Nach seiner Rückkehr aus Rom war Kratz gezwungen, als Bauplastiker zu arbeiten, um seinen Lebensunterhalt zu sichern, bis er sich allmählich als Bildhauer etablieren konnte. Kratz schuf Bauplastiken, Denkmäler, sakrale Kunst und zahlreiche Tierfiguren. Er lebte und arbeitete hauptsächlich in Frankfurt am Main, unterbrochen von Aufträgen in Bremen und in Gotenhafen, als die Stadt nach 1939 mit deutscher Kunst ausgestattet wurde.
Sein Meisteratelier im Bethmannpark in Frankfurt wurde im Zweiten Weltkrieg mit fast allen wertvollen Modellen ausgebombt. Nur einige vergrabene Bronzeplastiken sind erhalten geblieben. Nach dem Krieg fanden er und seine Frau, die Bildhauerin und Malerin Gretl Kratz-Hanow (1896–1975), eine Notunterkunft in einem Gartenhäuschen eines Großherzoglich-Luxemburgischen Anwesens am Burgweg in Königstein im Taunus. Von dort aus unterrichtete Kratz Verwundete in Lazaretten im Malen und Schnitzen und lebte von kleineren Aufträgen.

## Werke (Auswahl)
- Kämpfende Keiler, um 1900, Bronze, Frankfurt Untermainkai
- Panther, 1930, Palmengarten Frankfurt